# Fly Like an Eagle (chanson)

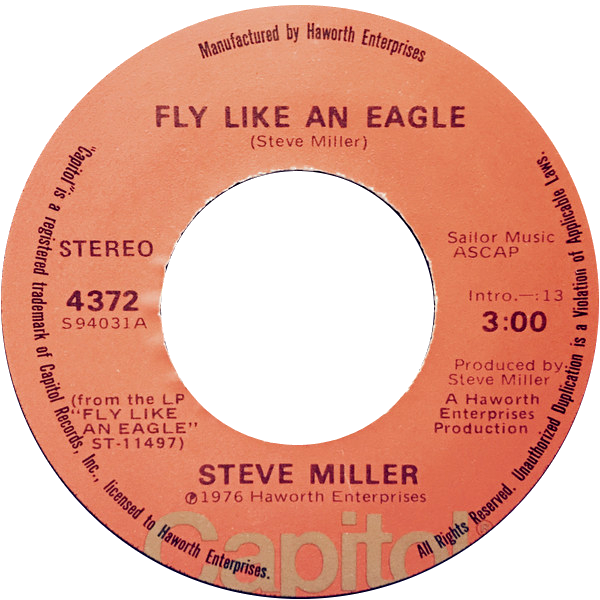
Face A du vinyle de "Fly Like an Eagle", par Steve Miller.

Fly Like an Eagle est une chanson écrite par le musicien américain Steve Miller pour l'album éponyme. La chanson est sortie au Royaume-Uni en août 1976 et aux États-Unis en décembre 1976. Elle est allée au numéro deux du Billboard Hot 100 américain pour la semaine du 12 mars 1977. Le montage unique peut être trouvé sur son Greatest Hits (1974–1978). Elle est souvent jouée en tandem avec "Space Intro". Sur l'album, la chanson se transforme en "Wild Mountain Honey".
Ce présent article a été entièrement traduit du wikipedia anglophone consacré à la chanson Fly Like an Eagle de Steve Miller.

## Histoire
Le groupe a interprété la chanson live pour la première fois en 1973 alors qu'il se produisait au Felt Forum de New York lors d'une tournée avec The Marshall Tucker Band, Buddy Guy et Junior Wells.
Une version antérieure de 1973 présente un rythme plus bluesy et moins inspiré du funk, la guitare prenant les parties du synthétiseur (bien qu'avec des effets de delays similaires). Les paroles sont légèrement différentes, indiquant que l'endroit d'où l'aigle veut s'envoler est une réserve amérindienne. La version finale de l'album, d'inspiration funk, rend hommage à "Slippin' into Darkness" du groupe War (1971). La chanson a été réenregistrée pour l'album éponyme sorti en 1976.
Le riff d'intro a été utilisé pour la première fois sous une forme légèrement différente sur le morceau de 1969 de Miller "My Dark Hour" (qui mettait en vedette Paul McCartney).

## Réception
La version originale de Steve Miller s'est vendue à plus d'un million d'exemplaires. 

## Réception critique
Larry Flick de Billboard a estimé que la bande originale de Space Jam "a démarré en trombe, grâce à cette interprétation fidèlement funky du rocker classique de Steve Miller. [...] Après le ton solennel de ses propres compositions ces dernières années, Seal a clairement on dirait qu'il s'éclate alors qu'il parcourt la ligne de basse caoutchouteuse du morceau et les synthés de l'ère spatiale." Il a ajouté : "En fait, écoutez attentivement et vous le surprendrez en train de vampiriser quelques lignes de son tube révolutionnaire, "Crazy", vers la fin." Daina Darzin de Cash Box a déclaré que "vous ne pouviez pas demander une version plus parfaite de la chanson, que Seal rend encore plus spatiale, tourbillonnante et magnifique sans effort que l'original. " Matt Diehl de Entertainment Weekly a donné à la chanson un B, écrivant: rythme hip-hop, le soul slickster n'ajoute pas grand-chose au classique rock classique des années 1970 de Steve Miller. Ça sonne bien dans les années 90. La dernière pause rapide dans les charts de la bande originale de Space Jam, c'est la musique parfaite pour Michael Jordan sur laquelle danser."

## Musiciens
- Steve Miller : chant, guitare électrique, synthé ARP Odyssey
- Joachim Young : Orgue Hammond
- Lonnie Turner : basse
- Gary Mallaber : batterie

## Version de Seal
Vingt ans après la version originale de Miller, le chanteur anglais Seal a repris " Fly Like an Eagle " pour la bande originale du film Space Jam de 1996 , échantillonnant les parties originales de "Space Intro" de Miller dans le refrain de la chanson. Cette version a culminé au numéro 10 du Billboard Hot 100 (le dernier top 10 des Hot 100 de Seal à ce jour), au numéro 13 du UK Singles Chart et au numéro deux du classement canadien RPM 100.
Selon Seal, le producteur exécutif de la bande originale de Space Jam, Dominique Trenier, lui a demandé de l'enregistrer. D'Angelo, qui était dirigé par Trenier, jouait des claviers sur la chanson. Seal a déclaré que Steve Miller avait approuvé sa version et à un moment donné l'a appelé pour "me remercier et disant que c'était la meilleure reprise de la chanson qu'il avait entendue."
Billboard a décrit la version du Steve Miller comme « inhabituellement réfléchie, mais saisissante d'attention ».

## Autres reprises
- Biz Markie a échantillonné la chanson dans sa chanson de 1986, " Nobody Beats the Biz ", qui est sortie sur son premier album Goin 'Off (1988).
- EPMD a échantillonné la chanson dans la chanson "You're A Customer", de l'album Strictly Business (1988).
- Le projet de danse britannique Habit a sorti une version groovy de la chanson en single (1990) et sur leur album Precious (1991).
- Les Neville Brothers ont repris cette chanson sur leur album Family Groove en 1992. Steve Miller a joué quelques parties de guitare sur cette version.
- Deion Sanders, un ancien joueur de football et de baseball, a échantillonné la chanson dans sa chanson "Prime Time Keeps On Ticking" de son album Prime Time (1994).
- La chanteuse de gospel Yolanda Adams a repris la chanson et a fait le medley de son album de 1995, More Than a Melody.
- En 1998, le guitariste Ed Hamilton a repris la chanson de son album Groovology.[44][45]
- Le groupe de nu metal américain Limp Bizkit fait référence au crochet de la chanson sur leur chanson " Crushed ", qui figure sur la bande originale du film End of Days (1999).
- Une partie vocale a été échantillonnée par Nate Dogg dans la chanson de Xzibit " Been a Long Time " sur l'album Restless (2000).
- Le Portugal. The Man a repris la chanson pour la radio française Mouv'.
- Le groupe de metal américain In This Moment a repris la chanson de leur septième album Mother .
- Thundercat a repris la chanson sur la bande originale du film Minions: The Rise of Gru (2022).

## * Informations Complémentaires
- La chanson est présentée comme une chanson jouable dans Rock Band 3.
- En 2012, "Fly Like an Eagle" a été élue "meilleure chanson sur les oiseaux" par le magazine Birds & Blooms. "Nous ne sommes pas du tout surpris par la popularité de Fly Like An Eagle de Steve Miller auprès de nos lecteurs", a déclaré Stacy Tornio, rédactrice en chef de Birds & Blooms, dans un communiqué de presse. "C'est une chanson emblématique pour l'oiseau américain emblématique." D'autres chansons notables sur la liste Birds & Blooms étaient " Free Bird " de Lynyrd Skynyrd et " Blackbird " des Beatles.